# Cino Cinelli
Cino Cinelli (Montespertoli, 9 de fevereiro de 1916 - Montespertoli, 20 de abril de 2001) foi um ciclista italiano que foi profissional entre 1937 e 1944. O 1948 criou a marca de bicicletas Cinelli.
Durante a sua carreira profissional conseguiu 13 vitórias, destacando um Giro de Lombardia, um Milão-Sanremo e 3 etapas do Giro d'Italia.

## Palmarés
- 1937
- Giro dos Apeninos

- 1938
- Copa Bernocchi
- Giro de Lombardia
  - 2 etapas ao Giro d'Italia

- 1939
- Giro de Campania
- Giro da Província de Milão, com Giovanni Valetti
  - 1 etapa ao Giro d'Italia

- 1940
- Giro do Piemonte
- Três Vales Varesinos

- 1941
  - 3.º no Campeonato da Itália em Estrada

- 1943
- Milão-Sanremo

## Resultados em Grandes Voltas e Campeonatos do Mundo
Durante a sua carreira desportiva conseguiu os seguintes postos nas Grandes Voltas e nos Campeonatos do Mundo em estrada:
| Corrida            | 1937 | 1938 | 1939 | 1940 | 1941 | 1942 | 1943 | 1944 |
| ------------------ | ---- | ---- | ---- | ---- | ---- | ---- | ---- | ---- |
| Giro d'Italia      | -    | 12.º | 9.º  | -    | -    | -    | -    | -    |
| Tour de France     | -    | -    | -    | -    | -    | -    | -    | -    |
| Volta a Espanha    | -    | -    | -    | -    | -    | -    | -    | -    |
| Mundial em estrada | -    | -    | -    | -    | -    | -    | -    | -    |

-: Não participa

Ab.: Abandono